# Приманки (фільм)
«Приманки» (англ. Decoys) — канадський науково-фантастичний фільм жаху 2004 р. режисера Меттью Гастінгса, сценаристів Тома Беррі і Гастінгса. Головні ролі виконували Кім Пуар'є і Ніколь Еггерт. Знятий в Оттаві, Онтаріо, прем'єра відбулася на телеканалі Sci Fi Channel.
Продовження, Приманки 2: Іншопланетне спокушання, випущене в 2007 р.

## Сюжет
Першокурсники Люк і Роджер — чергові хлопці, охочі розлучитися з невинністю. Коли Люк знайомиться з двома карколомними блондинками, він відчуває, що це стовідсотковий шанс нарешті стати чоловіком. Але одного разу він виявляється свідком неймовірного: Люк може заприсягнутися, що бачив у них щупальця. Блондинки — прибульці? Перш, ніж він дізнається правду, в студентському містечку відбувається ряд непояснених смертельних випадків.

## Ролі
- Корі Севір — Люк Каллахан
- Стефані фон Пфеттен — Лілі
- Кім Пуар'є — Констанс
- Еліас Тофексіс — Роджер
- Меган Орі — Алекс
- Енніс Есмет — Гіббі
- Річард Бургі — детектив Кірк Френсіс
- Ніколь Еггерт — детектив Аманда Вотс
- Дон Гастінгс — медичний експерт
- Майк Лобел — Джок Хелловін

## Критика
На сайті IMD рейтинг фільму становить 4.5/10.